# Lophostoma carrikeri
El murciélago de orejas redondas común o de Carriker (Lophostoma carrikeri), es una especie de murciélago sudamericana. Habita en Bolivia, Brasil, Colombia, Ecuador, Guyana, Perú, Surinam y Venezuela. Su nombre científico se debe al apellido de su descubridor Robert Carriker.